# Pericoma signata
Pericoma signata és una espècie d'insecte dípter pertanyent a la família dels psicòdids que es troba a Nord-amèrica: des de Minnesota fins al Labrador, Tennessee i Carolina del Nord, incloent-hi Michigan.